# Rat Fink
Rat Fink é um personagem criado pelo artista Ed Roth, um dos pioneiros do movimento Kultura Kustom, formado por entusiastas do automobilismo. Roth concebeu o Rat Fink como uma espécie de anti-herói do Mickey. O Rat Fink é geralmente retratado na cor verde, comicamente grotesco, com uma imagem depravada e olhos esbugalhados. Ele também usa um macacão vermelho com suas iniciais, "R.F.", e é frequentemente visto dirigindo carros ou pilotando motos.

## História
Ed Roth começou a criar camisetas com estampas estranhas em encontros de carros e também em páginas de revistas de hot rod, como a Car Craft no final dos anos 50. Na edição da Car Craft de agosto de 1959, essas camisetas estranhas já haviam se tornado uma mania, com Ed Roth à frente do movimento. Seus designs de camisetas inspiraram a indústria.
A figura do Rat Fink apareceu pela primeira vez na edição de julho de 1963 da Car Craft, com um anúncio de "A raiva na Califórnia". Também em 1963, a Revell Model Company lançou um kit de bonecos do Rat Fink, que durou de 1963 a 1965.
O Rat Fink continua sendo popular atualmente, principalmente em encontros de hot rod e da Kultura Kustom. Outro personagem bastante conhecido por entusiastas de carros é o personagem do Mr. Horsepower.